# 네온의 왕국
《네온의 왕국》(The Neon Empire)은 미국에서 제작된 래리 피어스 감독의 1989년 드라마 영화이다. 레이 샤키 등이 주연으로 출연하였다.

## 출연

### 주연
- 레이 샤키
- 린다 피오렌티노
- 딜란 맥더모트
- 줄리 카르멘

### 조연
- 해리 가르디노
- 안드레스 카출라스
- 리차드 브룩스
- 마이클 젤니커

## 기타
- 미술: 피터 울리